# مارك باربي
مارك باربي (بالألمانية: Marc Barbé ) (و. 1961 – م) هو ممثل، ومخرج سينمائي، وكاتب سيناريو من فرنسا . ولد في نانسي .

## روابط خارجية
- مارك باربي على موقع IMDb (الإنجليزية)
- مارك باربي على موقع ألو سيني (الفرنسية)
- مارك باربي على موقع أول موفي (الإنجليزية)
- مارك باربي على موقع قاعدة بيانات الأفلام السويدية (السويدية)
- مارك باربي على موقع قاعدة بيانات الفيلم (الإنجليزية)
- مارك باربي على موقع كينوبويسك (الروسية)